# Long Buckby
Long Buckby – wieś w Anglii, w hrabstwie Northamptonshire, w dystrykcie (unitary authority) West Northamptonshire. Leży 15 km na północny zachód od miasta Northampton i 110 km na północny zachód od Londynu. W 2001 miejscowość liczyła 4000 mieszkańców.